# Іліоара
Іліоара (рум. Ilioara) — село у повіті Муреш в Румунії. Входить до складу комуни Горнешть.
Село розташоване на відстані 267 км на північний захід від Бухареста, 18 км на північний схід від Тиргу-Муреша, 88 км на схід від Клуж-Напоки, 128 км на північний захід від Брашова.

## Населення
За даними перепису населення 2002 року у селі проживали 140 осіб. Рідною мовою 135 осіб (96,4%) назвали угорську.
Національний склад населення села:
| Національність | Кількість осіб | Відсоток |
| -------------- | -------------- | -------- |
| угорці         | 134            | 95,7%    |
| румуни         | 5              | 3,6%     |